# 大庆号导弹护卫舰
“大庆”号导弹护卫舰（舷号576）简称“大庆”舰，是中国人民解放军海军装备的第十八艘054A型导弹护卫舰，可以单独或者协同海军其他兵力攻击敌水面舰艇及潜艇，具有较强的远程警戒和防空作战能力。大庆舰于2011年12月18日由黄埔造船厂开工建造，2013年10月8日下水，2014年11月24日完成平台及作战系统航行实验，2015年1月16日入列，服役于北海舰队驱逐舰第十支队。大庆舰舰名取自黑龙江省大庆市，其入列命名授旗仪式于2015年1月16日在辽宁省大连市某军港举行。

## 历史
2015年3月1日，“大庆”号导弹护卫舰及“开封”号导弹驱逐舰等驱逐舰第十支队舰艇在黄海某海域进行了全员额、全要素实兵实弹演练，在复杂电磁环境下开展了主炮对海对岸射击、驱护舰协同反潜等20余个实战化科目训练。
2015年7月12日，“大庆”号导弹护卫舰首次发射2型共5枚导弹并全部命中。
2016年8月8日，美國海军太平洋舰队「本福德」號驱逐舰(DDG-65)抵達青島訪問，为期5天。大慶艦擔任陪訪艦，迎接、引導本福德號，官兵將舉行相互參觀軍艦、專業交流等活動，美艦主要軍官將遊覽棧橋、五四廣場、青島市博物館、青島啤酒博物館等景點。並在青島外海舉行編隊運動、海上搜救等科目聯合演習。